# هارولد ليفين
هارولد ليفين (بالإنجليزية: Harold Levine)‏ هو رياضياتي أمريكي، ولد في 24 مارس 1922، وتوفي في 10 ديسمبر 2017.